# Bas Schouten
Bas Schouten (Hoorn, 19 oktober 1994) is een Nederlands autocoureur.

## Carrière
Schouten begon zijn autosportcarrière in 2005 in het karting en werd in 2006 vierde in de Chrono Rotax Max Winter Cup Minimax. In 2010 werd hij KNAF First Talent en stapte hij over naar de BMW E30 Cup. Hij maakte ook zijn debuut in het formuleracing in de Formule Ford Benelux, waarin hij voor Provily Racing als zevende eindigde in het kampioenschap.
In 2011 bleef Schouten rijden in de Formule Ford Benelux voor Provily en behaalde drie overwinningen op het Circuit Park Zandvoort, waardoor hij derde werd in het kampioenschap. Ook nam hij deel aan de Formule Ford EuroCup en werd hij achtste in het Formule Ford Festival op Brands Hatch. Hij reed ook een race in de Viscon Legends Cars Cup. Hij eindigde het seizoen met een race in de Dutch Winter Endurance Series.
In 2012 stapte Schouten fulltime over naar de Formule Ford EuroCup voor Provily. Tevens werd hij met twee overwinningen tweede in de Benelux Radical Cup. Hij behaalde in de Nederlandse Formule Ford drie overwinningen op weg naar de vierde plaats in het kampioenschap. Hij reed ook twee races in de Dutch Supercar Challenge.
In 2013 reed Schouten fulltime in de Dutch Supercar Challenge in de Super Sport-klasse, waarin hij samen met Jeroen Mul als derde in het kampioenschap eindigde. In 2014 reed hij hier in de Super Light-klasse en eindigde als vijfde in het kampioenschap. Tevens nam hij deel aan het nieuwe landenkampioenschap Acceleration 2014, waarin hij in de MW-V6 Pickup Series uitkwam tijdens de raceweekenden op het Circuito de Navarra en de Nürburgring. Tijdens het raceweekend op het TT Circuit Assen nam hij deel aan de Formula Acceleration 1 voor het Acceleration Team Nederland.